# سيرجي أداموفيتش كوفاليوف
سيرجي أداموفيتش كوفاليوف (الروسية: Сергей Адамович Ковалёв ؛ من مواليد 2 مارس 1930 - 09 أغسطس 2021) ناشط في مجال حقوق الإنسان وسياسي ومنشق سوفييتي سابق وسجين سياسي وشخصية سياسية وعامة روسية. شارك في حركة حقوق الإنسان في اتحاد الجمهوريات الاشتراكية السوفياتية وروسيا ما بعد الاتحاد السوفيتي، المفوض الأول لحقوق الإنسان في الاتحاد الروسي عامي 1994-1995. أحد مؤلفي الإعلان الروسي لحقوق الإنسان والحقوق المدنية عام 1991 والفصل الثاني من دستور الاتحاد الروسي "حقوق وحريات الإنسان والمواطن" عام 1993. شغل منصب رئيس الجمعية الروسية التاريخية والتعليمية وحقوق الإنسان ميموريال ورئيس لمنظمة "معهد حقوق الإنسان" بين عامي 1996-2021.

## نشأته
ولد سيرجي كوفاليوف في بلدة سيريدينا بودا، بالقرب من سومي في الاتحاد السوفيتي، انتقلت عائلته إلى قرية بودليبكي بالقرب من موسكو في عام 1932، ، تخرج كوفاليوف من جامعة موسكو الحكومية في عام 1954 وحصل على درجة الدكتوراه في الفيزياء الحيوية في عام 1964. بصفته عالم فيزياء حيوية، قام كوفاليوف بتأليف أكثر من 60 منشورًا علميًا. منتصف الخمسينيات كطالب دراسات عليا ومحاضر، عارض نظريات تروفيم ليسينكو، التي كان يفضلها خروشوف والحزب الشيوعي الحاكم في الاتحاد السوفيتي.